# Boğaziçi Sultans 2023
Questa voce raccoglie le informazioni riguardanti i Boğaziçi Sultans nelle competizioni ufficiali della stagione 2023.

## 1. Lig 2023

### Stagione regolare
| Istanbul 24 giugno 2023, ore 16:30 1ª giornata | Boğaziçi Sultans | 20 – 14 | Istanbul Bisons | Uçaksavar Spor Tesisleri |

| Smirne 9 luglio 2023, ore 20:30 2ª giornata | İzmir Halcyons | 5 – 22 | Boğaziçi Sultans | Balçova Belediyesi Spor Kompleksi |

| Eskişehir 15 luglio 2023, ore 18:00 3ª giornata | Anadolu Rangers | 7 – 25 | Boğaziçi Sultans | Muttalip Spor Kompleksi |

| Istanbul 22 luglio 2023, ore 16:30 4ª giornata | Boğaziçi Sultans | 14 – 8 | Gazi Warriors | Uçaksavar Spor Tesisleri |

| Istanbul 12 agosto 2023, ore 17:00 5ª giornata | Boğaziçi Sultans | 3 – 19 | ITÜ Hornets | Uçaksavar Spor Tesisleri |

| Istanbul 20 agosto 2023, ore 19:00 6ª giornata | Koç Rams | 13 – 12 | Boğaziçi Sultans | Koç Üniversitesi Korumalı Futbol Sahası |

| Ankara 27 agosto 2023, ore 16:30 7ª giornata | ODTÜ Falcons | 10 – 16 | Boğaziçi Sultans | ODTÜ Falcons Arena |

### Playoff
| Istanbul 9 settembre 2023, ore 16:00 Semifinale | Istanbul Bisons | 14 – 10 | Boğaziçi Sultans | Koç Üniversitesi Korumalı Futbol Sahası |

## Statistiche di squadra
| Competizione      | %Vittorie | In casa | In casa | In casa | In casa | In casa | In casa | In trasferta | In trasferta | In trasferta | In trasferta | In trasferta | In trasferta | Totale | Totale | Totale | Totale | Totale | Totale |
| Competizione      | %Vittorie | G       | V       | N       | P       | Pf      | Ps      | G            | V            | N            | P            | Pf           | Ps           | G      | V      | N      | P      | Pf     | Ps     |
| ----------------- | --------- | ------- | ------- | ------- | ------- | ------- | ------- | ------------ | ------------ | ------------ | ------------ | ------------ | ------------ | ------ | ------ | ------ | ------ | ------ | ------ |
| Stagione regolare | .714      | 3       | 2       | 0       | 1       | 37      | 41      | 4            | 3            | 0            | 1            | 75           | 35           | 7      | 5      | 0      | 2      | 112    | 76     |
| Playoff           | .000      | 0       | 0       | 0       | 0       | 0       | 0       | 1            | 0            | 0            | 1            | 10           | 14           | 1      | 0      | 0      | 1      | 10     | 14     |
| Totale            | .625      | 3       | 2       | 0       | 1       | 37      | 41      | 5            | 3            | 0            | 2            | 85           | 49           | 8      | 5      | 0      | 3      | 122    | 90     |